# Victor Hope, II marchese di Linlithgow
Victor Alexander John Hope, II marchese di Linlithgow (Queensferry, 24 settembre 1887 – Queensferry, 5 gennaio 1952), è stato un politico britannico.

## Biografia

### I primi anni
Victor nacque a Hopetoun House, presso South Queensferry, in Scozia, il 24 settembre 1887. Era il figlio maggiore di John Hope, I marchese di Linlithgow, e di sua moglie, lady Hersey Everleigh-de-Moleyns, contessa di Hopetoun e poi marchesa di Linlithgow, figlia del IV barone Ventry. La sua madrina di battesimo fu la regina Vittoria.
Studiò all'Eton College ed il 29 febbraio 1908 succedette al padre al titolo di II marchese di Linlithgow.
Nel 1912, a soli 25 anni, divenne membro della Royal Society of Edinburgh su proposta di William Turner, Alexander Crum Brown, Cargill Gilston Knott e di James Haig Ferguson. Fu vicepresidente della medesima organizzazione dal 1934 al 1937.

### Carriera
Servì come ufficiale sul fronte occidentale durante la prima guerra mondiale, raggiungendo il grado di colonnello. Ha comandato un battaglione del Royal Scots e venne nominato cavaliere dell'Ordine dell'Impero Britannico.
Servì in diversi ruoli minori nei governi conservatori degli anni '20 e '30. Dal 1922 fino al 1924 ha servito come il signore civile del Ministero della marina, diventando presidente del Partito unionista Organizzazione dal 1924 al 1926. È stato anche presidente della Lega Navale dal 1924 fino al 1931. È stato presidente del Medical Research Council e l'organo di governo del Imperial College di Londra. Linlithgow è stato anche presidente della commissione sulla distribuzione e dei prezzi dei prodotti agricoli e presidente della Facoltà di Agraria fino al 1933.

### Viceré
Avendo già rifiutato sia la carica di governatore di Madras e di governatore generale dell'Australia (suo padre è stato il primo Governatore Generale dell'Australia), gli venne offerto l'incarico di Viceré d'India, carica che Hope accettò succedendo a Lord Willingdon. Giunse in India a bordo della RMS Strathmore, sbarcando a Bombay con la moglie, le figlie ed il suo staff personale il 17 aprile 1936.
Tra le prime riforme promosse da Linlithgow vi fu l'implemento dei piani per l'autogoverno previsti dal Government of India Act 1935, che portò al potere il Paritto del Congresso indiano in cinque province su undici dell'India britannica, ma la resistenza dei principi impedì un ruolo attivo di questa politica nei loro stati.
Con lo scoppio della seconda guerra mondiale, il rifiuto da parte di Linlithgow delle richieste presentategli dal Congresso affinché l'India potesse scegliere liberamente se entrare o meno nel conflitto, indipendentemente dalle decisioni della madrepatria, portò alle dimissioni di alcuni ministri del Congresso. L'8 agosto 1940 lord Linlithgow fece una dichiarazione in nome del governo inglese nota come "Offerta di agosto" con la quale propose l'autogoverno al popolo indiano. La proposta venne rigettata dalla maggior parte dei politici indiani, inclusi quelli del Partito del Congresso e dalla Lega Musulmana. Sorsero delle dispute tra l'amministrazione inglese ed il Congresso che portarono ad una disobbedienza civile di massa guidata dal movimento Quit India. Linlithgow soppresse queste rivolte e fece arrestare i capi del Congresso. La sua politica si rese in parte responsabile della carestia del Bengala del 1943 che portò a tre milioni di morti.

### Ultimi anni e morte
Si ritirò nel 1943, e i suoi sette anni come viceré furono i più lunghi della storia del Raj. Lo storico V. P. Menon nella sua opera The Transfer of Power in India commentò: "I suoi sette anni e mezzo di regime – più lungo di qualsiasi altro viceré – mancarono di note positive. Quando lasciò l'India, la carestia aveva colpito buona parte delle campagne. Vi erano problemi economici per gli alti costi della vita e per la mancanza di beni primari. Sul lato politico, Sir Tej Bahadur Sapru si espresse così: 'Oggi, da quel che vedo, dopo sette anni di amministrazione di lord Linlithgow il paese è più diviso di quando egli non fosse appena giunto'."
Un fedele anglicano, ha servito in qualità di Commissario Lord High alla Chiesa di Scozia (1944-1945). Morì nel 1952.

## Matrimonio

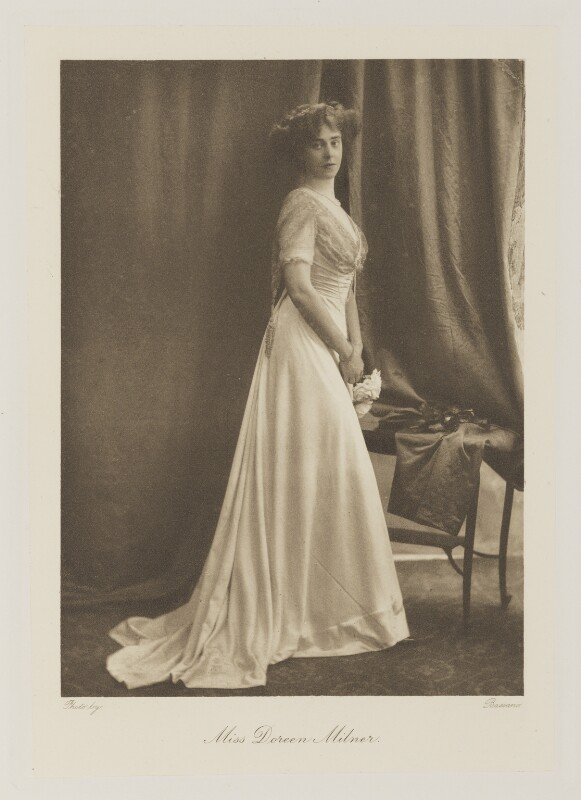
Doreen Maud Milner, marchesa di Linlithgow, nel 1909

Il 19 aprile 1911 sposò Maud Doreen Milner (1886-1965), la figlia minore di sir Frederick Milner. Ebbero cinque figli:
- Charles Hope, III marchese di Linlithgow (7 aprile 1912-1987);
- John Louis Adrian, I barone Glandevon (7 aprile 1912-18 gennaio 1996), politico nelle file dei conservatori, sposò la figlia dello scrittore inglese W. Somerset Maugham;
- Lady Anne Adeline (27 gennaio 1914);
- Lady Joan Isabella (21 settembre 1915);
- Lady Doreen Hersey Winifred (17 giugno 1920), fu madre di Lucinda Green, famosa fantina.

## Ascendenza
|                                                 |                                      |                                        | Genitori                                |  |  | Nonni |  |  | Bisnonni                       |  |  | Trisnonni                       |  |
|                                                 |                                      |                                        |                                         |  |  |       |  |  | John Hope, V conte di Hopetoun |  |  | John Hope, IV conte di Hopetoun |  |
|                                                 |                                      |                                        |                                         |  |  |       |  |  | John Hope, V conte di Hopetoun |  |  | John Hope, IV conte di Hopetoun |  |
|                                                 |                                      | Louisa Dorothea Wedderburn             |                                         |  |  |       |  |  | John Hope, V conte di Hopetoun |  |  |                                 |  |
| John Hope, VI conte di Hopetoun                 |                                      |                                        |                                         |  |  |       |  |  | John Hope, V conte di Hopetoun |  |  |                                 |  |
|                                                 |                                      | Louisa Bosville Macdonald              | Godfrey Macdonald, III barone Macdonald |  |  |       |  |  |                                |  |  |                                 |  |
|                                                 |                                      | Louisa Bosville Macdonald              | Godfrey Macdonald, III barone Macdonald |  |  |       |  |  |                                |  |  |                                 |  |
|                                                 |                                      | Louisa Bosville Macdonald              | Louisa Maria La Coast                   |  |  |       |  |  |                                |  |  |                                 |  |
| John Hope, I marchese di Linlithgow             |                                      | Louisa Bosville Macdonald              |                                         |  |  |       |  |  |                                |  |  |                                 |  |
|                                                 |                                      | Charles Thomas Samuel Birch Reynardson | Thomas Birch                            |  |  |       |  |  |                                |  |  |                                 |  |
|                                                 |                                      | Charles Thomas Samuel Birch Reynardson | Thomas Birch                            |  |  |       |  |  |                                |  |  |                                 |  |
|                                                 |                                      | Charles Thomas Samuel Birch Reynardson | Ethelred Reynardson                     |  |  |       |  |  |                                |  |  |                                 |  |
| Ethelred Anne Birch Reynardson                  |                                      | Charles Thomas Samuel Birch Reynardson |                                         |  |  |       |  |  |                                |  |  |                                 |  |
|                                                 |                                      | Anne Yorke                             | Simon Yorke                             |  |  |       |  |  |                                |  |  |                                 |  |
|                                                 |                                      | Anne Yorke                             | Simon Yorke                             |  |  |       |  |  |                                |  |  |                                 |  |
|                                                 |                                      | Anne Yorke                             | Margaret Holland                        |  |  |       |  |  |                                |  |  |                                 |  |
| Victor Hope, II marchese di Linlithgow          |                                      | Anne Yorke                             |                                         |  |  |       |  |  |                                |  |  |                                 |  |
|                                                 | Thomas de Moleyns, III barone Ventry | hon. Townsend Mullins                  |                                         |  |  |       |  |  |                                |  |  |                                 |  |
|                                                 | Thomas de Moleyns, III barone Ventry | hon. Townsend Mullins                  |                                         |  |  |       |  |  |                                |  |  |                                 |  |
|                                                 | Thomas de Moleyns, III barone Ventry | Christabella Dayrolles                 |                                         |  |  |       |  |  |                                |  |  |                                 |  |
| Dayrolles Eveleigh-de-Moleyns, IV barone Ventry | Thomas de Moleyns, III barone Ventry |                                        |                                         |  |  |       |  |  |                                |  |  |                                 |  |
|                                                 |                                      | Eliza Theodora Blake                   | sir John Blake, XI baronetto            |  |  |       |  |  |                                |  |  |                                 |  |
|                                                 |                                      | Eliza Theodora Blake                   | sir John Blake, XI baronetto            |  |  |       |  |  |                                |  |  |                                 |  |
|                                                 |                                      | Eliza Theodora Blake                   | Rose Brice                              |  |  |       |  |  |                                |  |  |                                 |  |
| hon. Eveleigh-de Moleyns                        |                                      | Eliza Theodora Blake                   |                                         |  |  |       |  |  |                                |  |  |                                 |  |
|                                                 |                                      | Andrew Wauchope                        | William Wauchope                        |  |  |       |  |  |                                |  |  |                                 |  |
|                                                 |                                      | Andrew Wauchope                        | William Wauchope                        |  |  |       |  |  |                                |  |  |                                 |  |
|                                                 |                                      | Andrew Wauchope                        | Elizabeth Baird                         |  |  |       |  |  |                                |  |  |                                 |  |
| Harriet Wauchope                                |                                      | Andrew Wauchope                        |                                         |  |  |       |  |  |                                |  |  |                                 |  |
|                                                 |                                      | Frances Maria Lloyd                    | Henry Jesse Lloyd                       |  |  |       |  |  |                                |  |  |                                 |  |
|                                                 |                                      | Frances Maria Lloyd                    | Henry Jesse Lloyd                       |  |  |       |  |  |                                |  |  |                                 |  |
|                                                 |                                      | Frances Maria Lloyd                    | Harriet Amelia Carden                   |  |  |       |  |  |                                |  |  |                                 |  |
|                                                 |                                      | Frances Maria Lloyd                    |                                         |  |  |       |  |  |                                |  |  |                                 |  |